# EuroVelo 11
L’EuroVelo 11 (EV 11), detta anche «la strada dell'Europa dell'Est», è una pista ciclabile parte della rete del programma europeo EuroVelo. Lunga 5.964 chilometri, unisce Capo Nord in Norvegia ad Atene.